# Jean Cadéac d'Arbaud
Pour les articles homonymes, voir Cadéac (homonymie) et Arbaud.
Jean Cadéac d'Arbaud (Agen, 26 avril 1917 - Malguénac, 18 novembre 2003) est un militaire français, Compagnon de la Libération. Engagé dans la marine peu avant la Seconde Guerre mondiale, il décide de rallier les forces françaises libres et combat en Méditerranée, en Atlantique et dans l'Océan indien. Il prend part à la campagne d'Italie et à la libération de la France puis, quelques années plus tard, à la guerre d'Indochine. Après sa carrière militaire, il exerce des fonctions de directions dans des compagnies d'aviation civiles.

## Biographie

### Jeunesse et engagement
Jean Cadéac d'Arbaud naît le 26 avril 1917 à Agen d'un père conservateur des hypothèques. Il décide de s'engager dans l'armée et intègre l'école navale en 1937. À sa sortie en août 1939, il est affecté sur le cuirassé Lorraine où il sert dans le service artillerie. Aux côtés de la flotte britannique, il participe aux premiers mois de la guerre en Méditerranée contre les troupes italiennes notamment lors du bombardement de Bardia le 21 juin 1940. Le lendemain est signé l'armistice entre l'État français et l'Allemagne. Afin d'éviter de la navire ne tombe entre les mains de l'ennemi, le Lorraine est immobilisé par les britanniques à Alexandrie. En octobre 1940, Jean Cadéac d'Arbaud est promu enseigne de vaisseau de 1re classe.

### Seconde guerre mondiale
Consigné en Égypte avec ses compagnons, Jean Cadéac n'accepte pas la défaite et s'engage dans les forces navales françaises libres le 28 mai 1941 au Caire. Il est alors affecté au contre-torpilleur Léopard sous les ordres du commandant Jules Évenou et prend part à des missions d'escorte dans l'Atlantique. À partir de juillet 1941, il participe activement aux opérations de carénage du Léopard qui durent près d'un an. Rembarqué à l'été 1942, toujours sous le commandement de Jules Évenou, Cadéac d'Arbaud se distingue le 10 juillet au large de Madère lorsqu'il conduit le tir de grenades anti-sous-marines contre le sous-marin allemand U-136 que le Léopard parvient à couler. En novembre 1942, le navire se rend dans l'océan indien avec pour mission d'obtenir le ralliement de l'île de la Réunion. Jean Cadéac prend la tête des fusiliers marins présent à bord et débarque sur l'île pour sécuriser le terrain, permettant au Léopard d'entrer dans le port de Saint-Pierre avec à son bord André Capagorry, envoyé du général de Gaulle, qui devient gouverneur de l'île.
Fort de cette expérience, Jean Cadéac d'Arbaud demande à être muté au 1er régiment de fusiliers marins (1er RFM). Mais alors qu'il rejoint cette unité en Libye, il est appelé d'urgence au Levant pour servir sur le Commandant Duboc en tant qu'officier de manœuvre et officier ASDIC. Il devient ensuite officier en second du navire de décembre 1943 à mai 1944 puis prend le commandement du chasseur de sous-marin CH-43 dont il dirige les travaux de carénage à Alger. Promu lieutenant de vaisseau, il peut enfin être affecté au 1er RFM dont il rejoint les rangs le 20 juillet 1944 en Italie. Le 15 août 1944, il débarque en Provence et participe à la bataille de Toulon. Il progresse ensuite avec la 1re armée le long de la vallée du Rhône jusqu'aux Vosges. Engagé dans la bataille d'Alsace, il combat entre Sewen et Dolleren où il est blessé deux fois de suite les 24 et 28 novembre. Soigné pendant trois semaines, il retrouve son unité en janvier et se distingue à nouveau le 7 en stoppant une colonne de chars à Erstein lorsque les allemands attaquent Strasbourg dans le cadre de l'opération Nordwind. Après avoir atteint les rives du Rhin, Jean Cadéac est envoyé dans les Alpes-Maritimes où il participe à la défense de Menton jusqu'à la fin de la guerre.

### Après-guerre
Le conflit terminé, Jean Cadéac d'Arbaud est employé au cabinet du ministre de la marine de juillet 1945 à février 1946, après quoi il effectue un séjour en Océanie jusqu'en 1947. Après un bref passage à l'école navale, il est affecté sur le croiseur Émile Bertin jusqu'en 1949, année où il quitte le service actif. Il est cependant rappelé en 1951 pour servir lors de la guerre d'Indochine où il reste jusqu'en 1952. Redevenu civil, Jean Cadéac passe de la mer aux airs en devenant directeur de l'Union aéromaritime de transport jusqu'en 1962 puis l'un des directeurs d'Air Afrique de 1963 à 1976. De 1977 à 1982, il est directeur général d'UTA. Parallèlement, il est réserviste dans la marine et atteint le grade de capitaine de corvette. Jean Cadéac d'Arbaud meurt le 18 novembre 2003 à Malguénac dans le Morbihan.

## Décorations
|  |  |  |
|  |  |  |

| Commandeur de la Légion d'Honneur   | Commandeur de la Légion d'Honneur   | Compagnon de la Libération | Compagnon de la Libération | Croix de Guerre 1939-1945 | Croix de Guerre 1939-1945 |
| Médaille de la Résistance française | Médaille de la Résistance française | Médaille coloniale         | Médaille coloniale         | Médaille des blessés      | Médaille des blessés      |